# All I Need (MadeinTYO)
All I Need è un singolo del rapper statunitense MadeinTYO pubblicato il 30 ottobre 2020.

## Descrizione
Il brano è stato realizzato con la partecipazione vocale del cantante J Balvin.

## Tracce
1. All I Need (feat. J Balvin) – 3:45